# Primeiro-ministro da Noruega
 O Primeiro-ministro da Noruega (em norueguês:  statsminister, literalmente "ministro do estado") é o chefe de governo da Noruega e a pessoa mais poderosa da política norueguesa. O Primeiro-ministro e o Gabinete (consistindo de todos os chefes de departamento do governo) são coletivamente responsáveis por suas políticas e ações ao monarca, ao Storting (Parlamento da Noruega), ao seu partido político e, por fim, ao eleitorado. Na prática, uma vez que é quase impossível que um governo permaneça no cargo contra a vontade do Storting, o primeiro-ministro é principalmente responsável perante o Storting. Ela ou ele é quase sempre o líder do partido majoritário no Storting, ou o líder do sócio sênior na coalizão de governo.
A Noruega tem uma constituição, que foi adotada em 17 de maio de 1814. A posição do primeiro-ministro é o resultado da legislação. Os primeiros-ministros modernos têm poucos poderes estatutários, mas desde que possam comandar o apoio do seu partido parlamentar, eles podem controlar o legislativo e o executivo (o gabinete) e, portanto, exercer consideráveis poderes de facto. Desde 2021, o primeiro-ministro da Noruega é Jonas Gahr Støre, do Partido Trabalhista .
Ao contrário de suas contrapartes no resto da Europa, os primeiros-ministros noruegueses não têm a opção de aconselhar o rei a dissolver o Storting e convocar eleições antecipadas. A constituição exige que o Storting cumpra todo o seu mandato de quatro anos. Se o primeiro-ministro perder a confiança do Storting, ele ou ela deve renunciar.

## Ex-primeiros-ministros vivos
Há seis ex-primeiros-ministros vivos: 

Ex-primeiros ministros
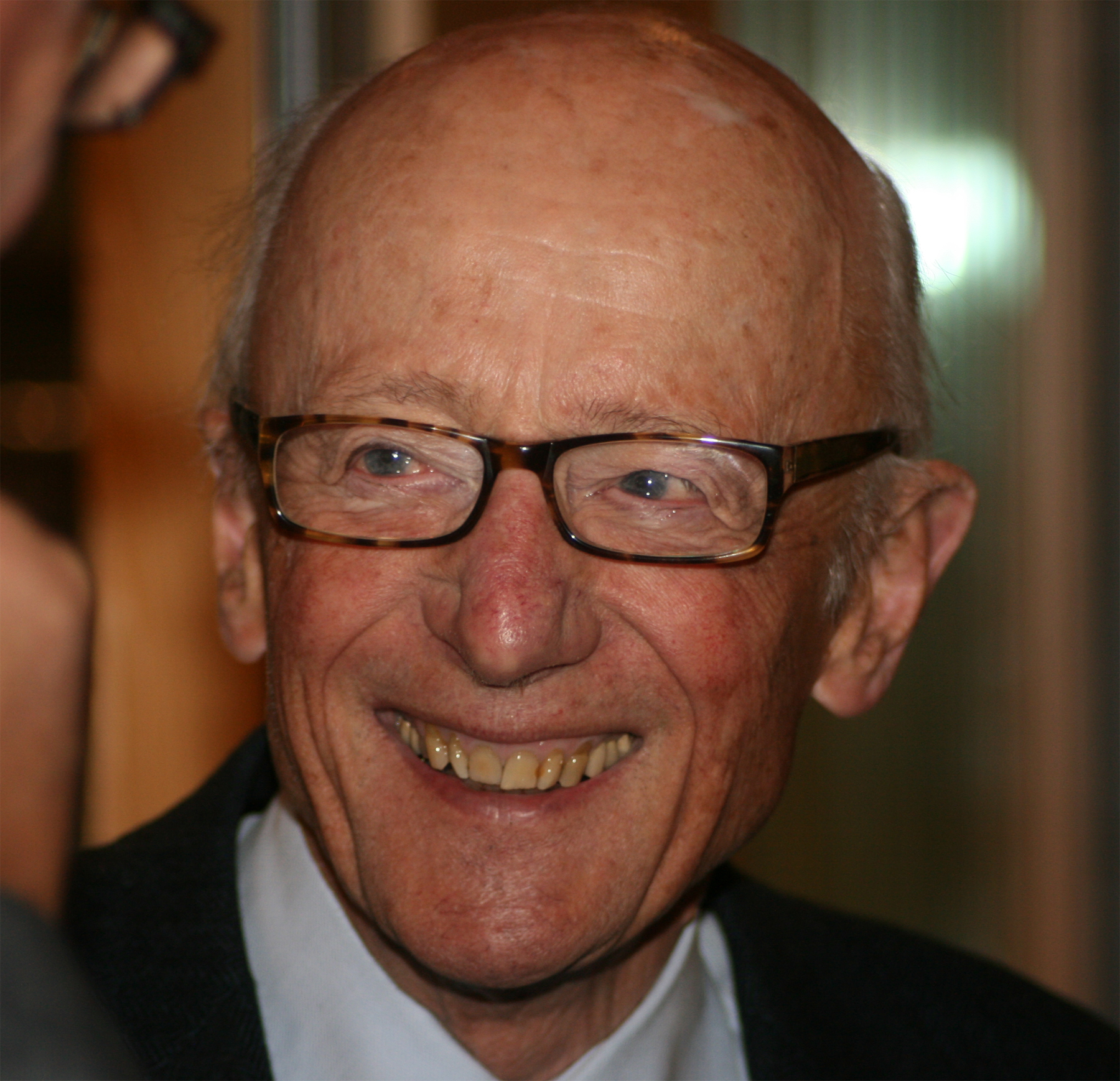
Kåre Willoch nascido 3 de outubro de 1928 (96 anos) serviu 1981–1986
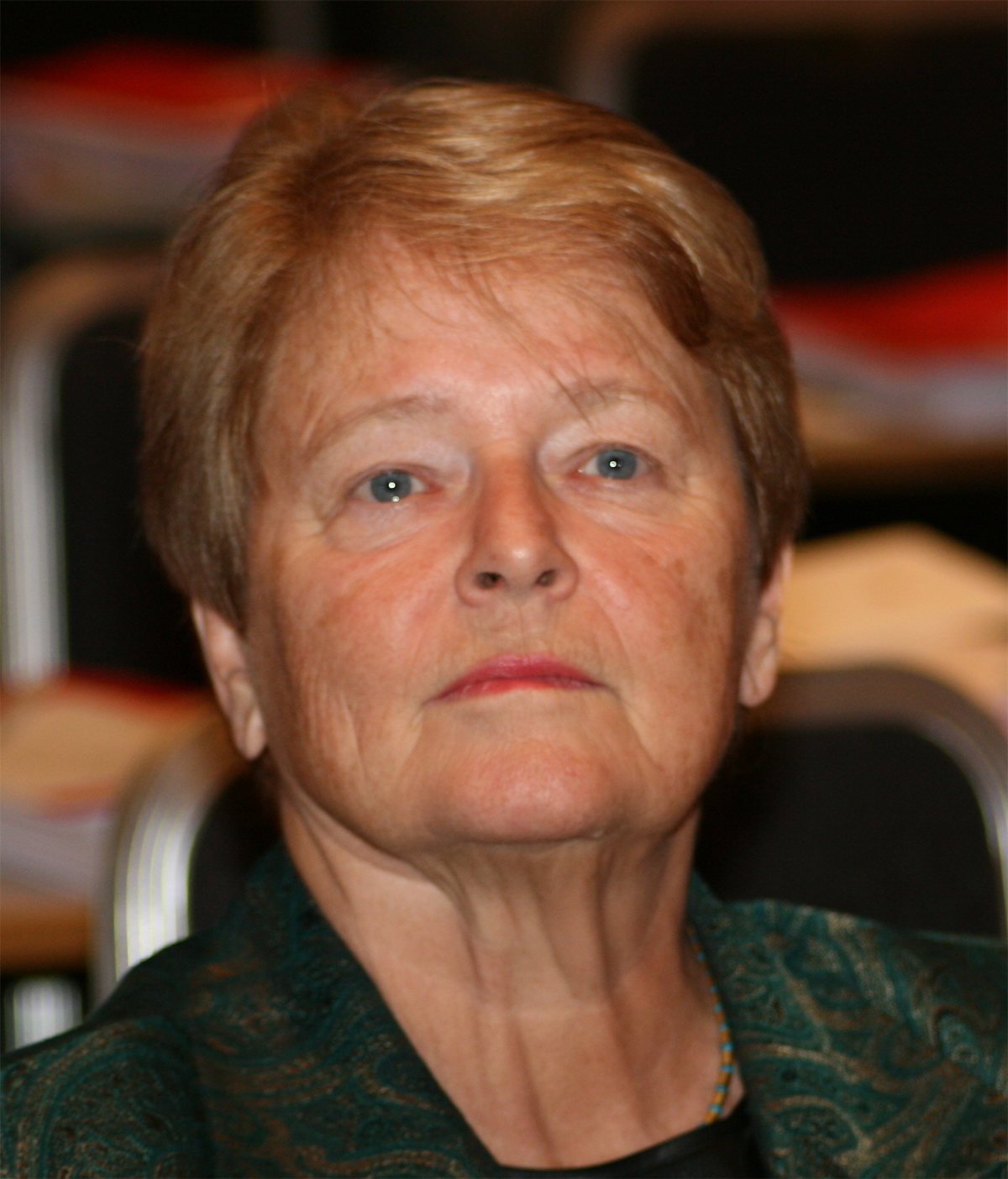
Gro Harlem Brundtland nascida 20 de abril de 1939 (85 anos) serviu 1981, 1986-1989 e 1990-1996
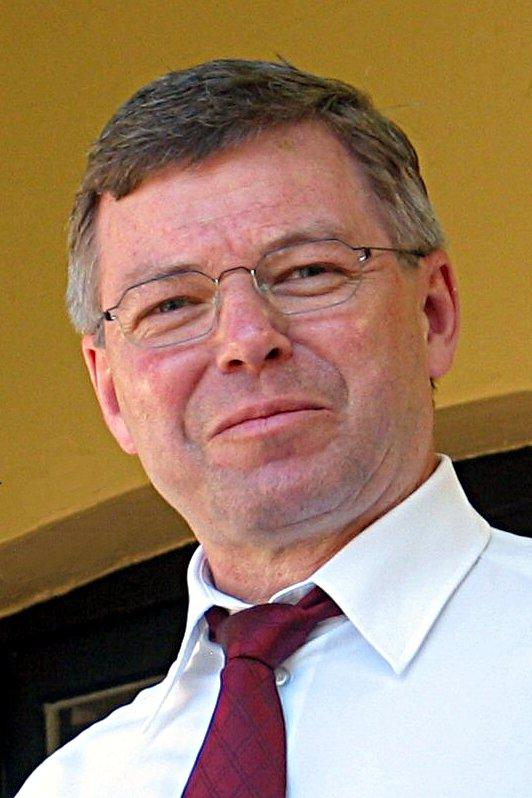
Kjell Magne Bondevik nascido 3 de setembro de 1947 (77 anos) serviu 1997–2000 e 2001–2005
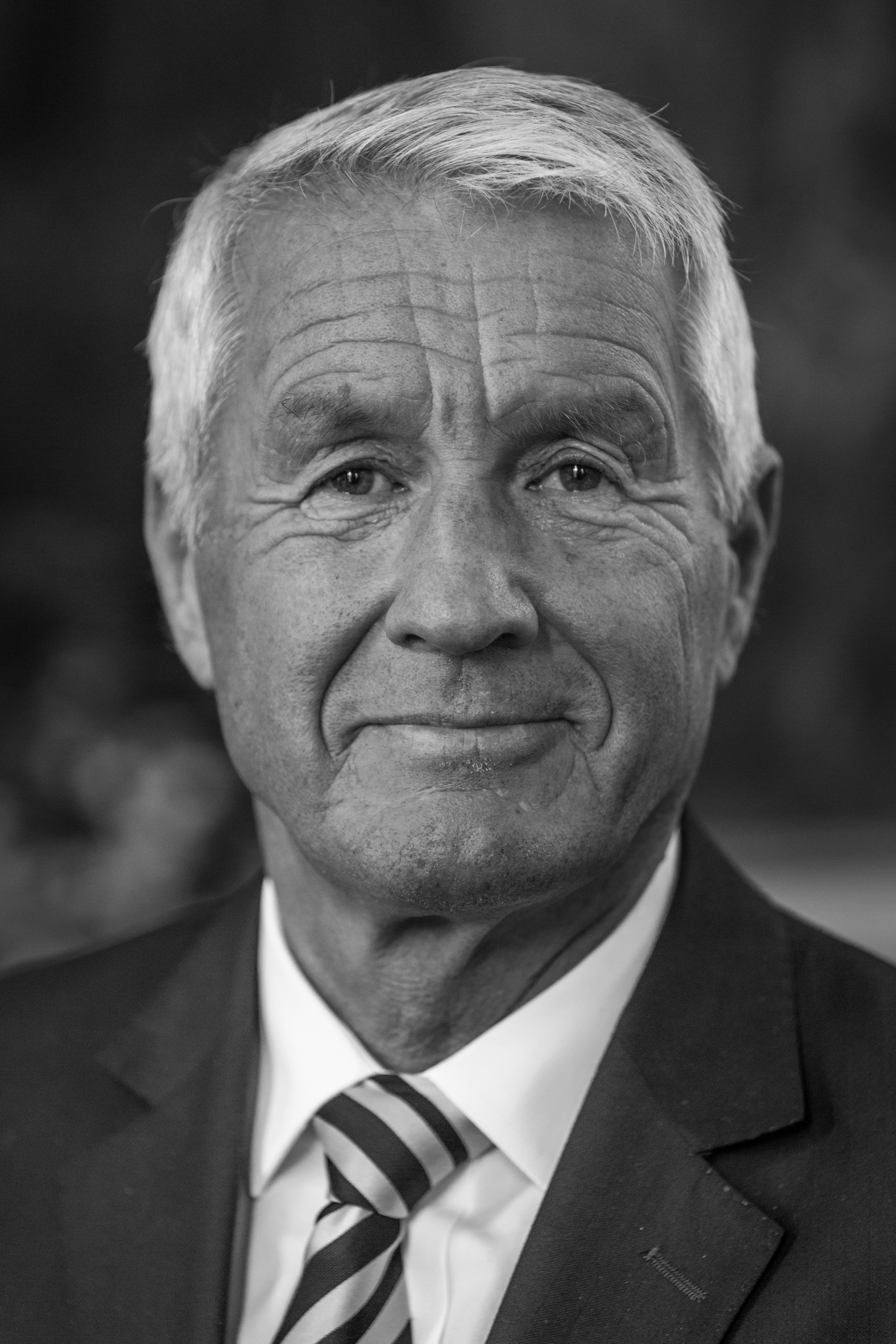
Thorbjørn Jagland nascido 5 de novembro de 1950 (74 anos) serviu 1996–1997
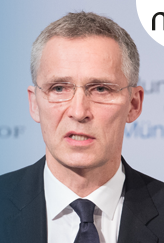
Jens Stoltenberg nascido 16 de março de 1959 (66 anos) serviu 2000–2001 e 2005–2013
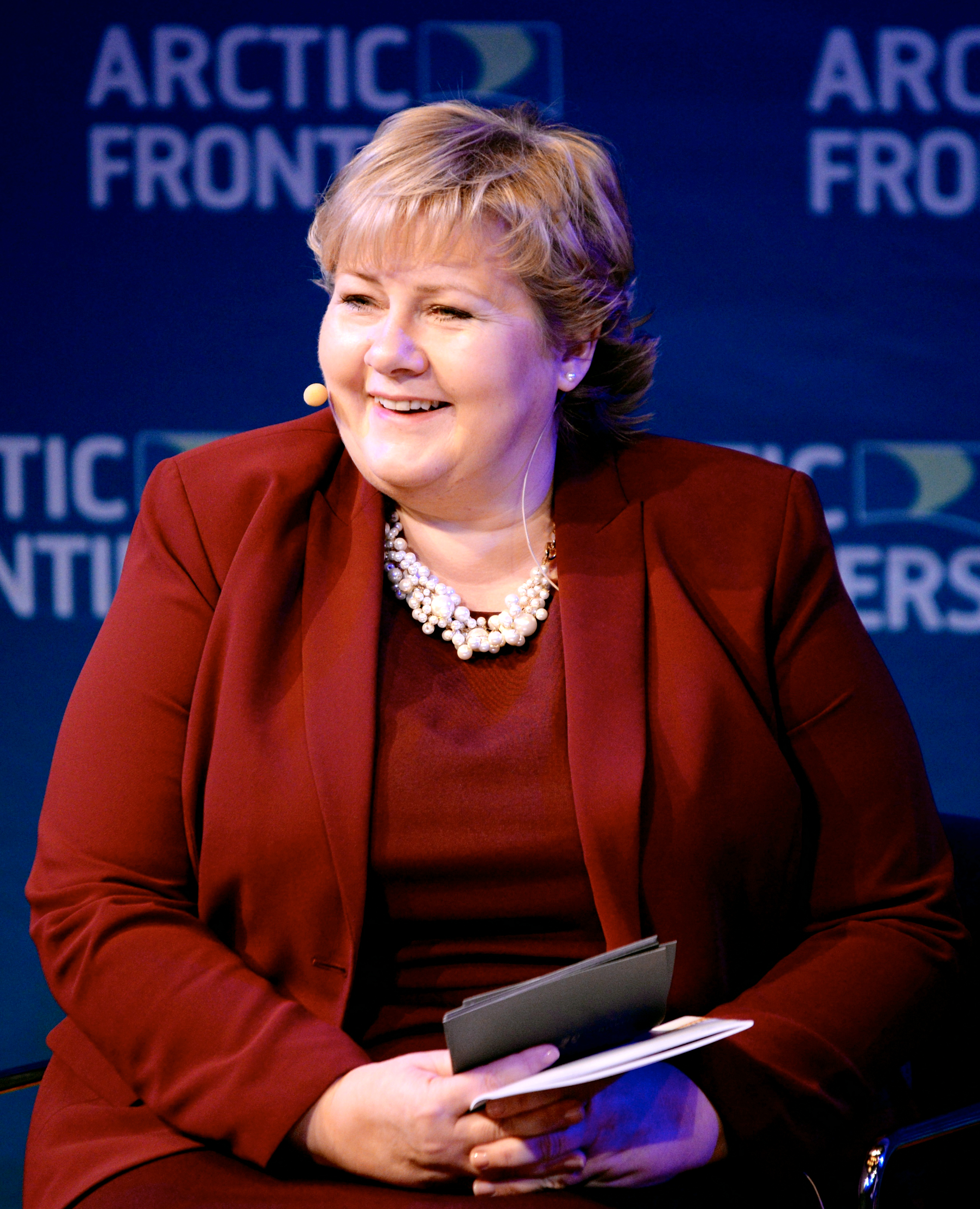
Erna Solberg nascida 24 de fevereiro de 1961 (64 anos) serviu 2013–2021